# Highest 2 Lowest
Highest 2 Lowest è un film del 2025 diretto da Spike Lee.
È liberamente ispirato al film Anatomia di un rapimento di Akira Kurosawa (1963), a sua volta adattamento cinematografico del romanzo Due colpi in uno di Ed McBain.

## Produzione
Il film, annunciato ufficialmente nel febbraio 2024, segna la quinta collaborazione tra Spike Lee e Denzel Washington.
Le riprese principali si sono svolte a New York tra il marzo e il maggio 2024.

## Promozione
Il primo teaser trailer è stato diffuso il 5 maggio 2025.

## Distribuzione
Il film ha avuto la sua prima mondiale il 19 maggio 2025 in occasione della 78ª edizione del Festival di Cannes, dove è presentato fuori concorso. Successivamente verrà distribuito nelle sale cinematografiche statunitensi il 22 agosto 2025, prima di essere reso disponibile sulla piattaforma Apple TV+ dal 5 settembre successivo.

## Critica
Tra i critici italiani, il film ha ricevuto generalmente un'accoglienza positiva. Su Cinematografo, il critico Federico Pontiggia scrive che "la sua versione non è mero remake, ma a New York trova linfa vitale per dire dei rischi della cultura e dello spettacolo, al soldo delle logiche commerciali, degli affari". Ancora più positivo il commento di Simone Emiliani su Sentieri Selvaggi: "Il regista nella sua forma migliore. Il remake di Anatomia di un rapimento è tesissimo, appassionante e rappresenta anche il bilancio del regista sulla sua carriera".